# Swiss League 2025/26
Die Spielzeit 2025/26 ist die 79. reguläre Austragung der zweiten Spielklasse im Schweizer Eishockeysport.
Neu dabei ist der EHC Arosa als Aufsteiger aus der MyHockey League, welcher das letzte Mal in der Saison 1976/77 in der damaligen National League B spielte Da in der Vorsaison es keinen Auf- oder Absteiger gab umfasst die Liga neu elf Teams. Wie in der Vorsaison gibt es in dieser Spielzeit keinen direkten Auf- oder Absteiger.
Es ist die vierte Saison, die von der eigenständigen Swiss League AG ausgerichtet wird. Der TV- und Streaming-Anbieter Sky baute sein Engagement bei der Swiss Ice Hockey Federation weiter aus und ist seit der Vorsaison neuer Namensgeber der Liga, die nun offiziell Sky Swiss League heisst.

## Teilnehmer
|  | Team                  | Standort          | Eishalle                           | Kapazität   | Saison 2024/25              |
|  | --------------------- | ----------------- | ---------------------------------- | ----------- | --------------------------- |
|  | EHC Arosa             | Arosa             | Sport- und Kongresszentrum Arosa   | 2'200       | 4., Final u. Aufstieg (MHL) |
|  | GDT Bellinzona Snakes | Bellinzona        | Centro sportivo di Bellinzona      | 2’360       | 10., Keine Playoffs         |
|  | EHC Basel             | Basel             | St. Jakob-Arena                    | 6'612       | 1., Final                   |
|  | HC La Chaux-de-Fonds  | La Chaux-de-Fonds | Patinoire des Mélèzes              | 5'600       | 2., Viertelfinal            |
|  | EHC Chur              | Chur              | Thomas Domenig Stadion             | 6'500       | 6., Viertelfinal            |
|  | GCK Lions             | Küsnacht          | KEK Küsnacht Kunsteisbahn Oerlikon | 2’200 1’500 | 8., Viertelfinal            |
|  | EHC Olten             | Olten             | Eisbahn Kleinholz                  | 5'384       | 7., Halbfinal               |
|  | HC Sierre             | Sierre            | Eishalle Graben                    | 4'500       | 5., Viertelfinal            |
|  | HC Thurgau            | Weinfelden        | Eishalle Güttingersreuti           | 3’100       | 3., Halbfinal               |
|  | EHC Visp              | Visp              | Lonza Arena                        | 5’150       | 4., Meister, NLQ            |
|  | EHC Winterthur        | Winterthur        | Zielbau Arena                      | 2’496       | 9., Keine Playoffs          |

## Modus
Der Startschuss erfolgt am 9. September. Die letzte Runde findet am 21. Februar statt. Der Aufstieg des EHC Arosa erhöht die Anzahl Teams in der Sky Swiss League auf elf, entsprechend wurden der Spielmodus und die Anzahl Partien im Vergleich zur vorherigen Saison angepasst. Neu wird eine nationale 5-fach-Runde ausgetragen, wobei jedes Team 50 Meisterschaftsspiele bestreitet. Jede Mannschaft spielt somit fünf Mal gegeneinander, pro Runde hat jeweils ein Club spielfrei. Die acht besten Teams der Regular Season qualifizieren sich für die Playoffs (Best-of-7-Format), die am 24. Februar 2026, nach den Olympischen Spielen, starten. Sofern der Meister der Swiss League die Aufstiegsbewilligung erhält, hat er in der Folge im Rahmen der Ligaqualifikation die Möglichkeit, gegen den Verlierer der Playout-Serie der National League um den Aufstieg zu kämpfen. Alle anderen Teams aus der Swiss League können nicht in die National League aufsteigen, selbst dann nicht, wenn sie Swiss-League-Meister werden würden.
Für die Teams der Ränge neun bis elf endet die Saison nach der Qualifikation.

## National Cup
Neben der Meisterschaft nehmen die Sky-Swiss-League-Clubs auch an der letzten Austragung des National Cups der Herren teil. Der Wettbewerb startet am 27./28. September 2025 mit den Sechzehntelfinals. Das Finale des National Cups findet am 1. Februar 2026 statt.

## Streams
Sämtliche Partien der Sky Swiss League werden live und bei Begegnungen von Teams aus unterschiedlicher Sprachregionen zweisprachig kommentiert auf swissleague.tv sowie Sky ausgestrahlt. Auf swissleague.tv sind zudem sämtliche Interviews, Highlights und weitere Formate rund um die verschiedenen Clubs und die gesamte Liga verfügbar. 

## Qualifikation

### Tabelle
Abkürzungen: S = Siege, N = Niederlagen, SNV = Siege nach Verlängerung NNV = Niederlagen nach Verlängerung, SNP = Siege nach Penaltyschiessen, NNP = Niederlagen Penaltyschiessen, TVH = Torverhältnis, P/Sp = Punkte pro Spiel
Erläuterungen: Playoffs Saisonende
| Rang | Team                  | GP | S | SNV | SNP | NNP | NNV | N | Tore | TVH | Punkte | P/SP  |
| ---- | --------------------- | -- | - | --- | --- | --- | --- | - | ---- | --- | ------ | ----- |
| 1.   | EHC Arosa             | 0  | 0 | 0   | 0   | 0   | 0   | 0 | 0:0  | 0   | 0      | 0.000 |
| 2.   | EHC Basel             | 0  | 0 | 0   | 0   | 0   | 0   | 0 | 0:0  | 0   | 0      | 0.000 |
| 3.   | EHC Chur              | 0  | 0 | 0   | 0   | 0   | 0   | 0 | 0:0  | 0   | 0      | 0.000 |
| 4.   | HC La Chaux-de-Fonds  | 0  | 0 | 0   | 0   | 0   | 0   | 0 | 0:0  | 0   | 0      | 0.000 |
| 5.   | GCK Lions             | 0  | 0 | 0   | 0   | 0   | 0   | 0 | 0:0  | 0   | 0      | 0.000 |
| 6.   | GDT Bellinzona Snakes | 0  | 0 | 0   | 0   | 0   | 0   | 0 | 0:0  | 0   | 0      | 0.000 |
| 7.   | EHC Olten             | 0  | 0 | 0   | 0   | 0   | 0   | 0 | 0:0  | 0   | 0      | 0.000 |
| 8.   | HC Sierre             | 0  | 0 | 0   | 0   | 0   | 0   | 0 | 0:0  | 0   | 0      | 0.000 |
| 9.   | HC Thurgau            | 0  | 0 | 0   | 0   | 0   | 0   | 0 | 0:0  | 0   | 0      | 0.000 |
| 10.  | GDT Bellinzona Snakes | 0  | 0 | 0   | 0   | 0   | 0   | 0 | 0:0  | 0   | 0      | 0.000 |
| 11.  | EHC Winterthur        | 0  | 0 | 0   | 0   | 0   | 0   | 0 | 0:0  | 0   | 0      | 0.000 |